# Хугуан хуэйгуань (Пекин)
Хугуа́н хуэйгуа́нь (Дом гильдии Хугуан; кит. трад. 湖廣會館, упр. 湖广会馆, пиньинь Húguǎng Huìguǎn) — комплекс зданий торговых организаций провинций Хунань, Хубэй, Гуандун и Гуанси-Чжуанского автономного района в пекинском районе Сичэн.

## История
Современный комплекс зданий на улице Хуфанцяо, дом 3, был построен в 1807 году неподалёку от ворот Сюаньу. В 1830 году был перестроен; в ходе перестройки к зданию был пристроен театр. В одном из своих произведений китайский писатель XVIII века Цзи Сяолань описывает колодец «Цзы-у», находящийся в одном из дворов Хугуан хуэйгуань со времён прежних зданий, стоявших на этом месте.
Изначально здание было жилым, пока один из его владельцев, Е Минфэн, не подарил его торговой гильдии провинции Хугуан. Здесь останавливались приезжавшие по делам торговцы и чиновники, а также студенты во время сдачи государственных экзаменов.
В 1849 году были пристроены новые здания, и общая площадь комплекса превысила 4700 м².
В 1912 году здесь неоднократно выступал с речами Сунь Ятсен; здесь же 25 августа он объявил о слиянии Тунмэнхой и ещё пяти организаций в Гоминьдан.
Театр дома гильдии Хугуан входит в список десяти крупнейших деревянных театров мира. В разные годы на его сцене выступали такие знаменитые актёры пекинской оперы, как Тань Синьпэй, Юй Шуянь и Мэй Ланьфан.
Несмотря на то, что за долгие годы своего существования комплекс изрядно обветшал, в ходе прошедшей в 1980-е годы реставрации большую часть зданий удалось восстановить.
6 сентября 1997 года в павильоне Вэньчан был открыт Музей оперы Китая, ставший сотым музеем в Пекине.

## Архитектура
Хугуан хуэйгуань представляет собой традиционный для Китая комплекс зданий с тремя внутренними дворами.
Отдельные здания сложены из красного кирпича, в качестве кровли использована зелёная черепица; балки расписаны в традиционном стиле.